# Campagne d'Andalousie (1277-1278)
 (avril 2025).
La campagne mérinide d'Andalousie de 1277-1278, est la seconde campagne menée par le sultan mérinide Abu Yusuf Yaqub dans la péninsule ibérique. Soutenu par l'émir de Grenade Mohammed II al-Faqih vers la fin de la campagne, les Musulmans ravagent les territoires chrétiens sans pour autant réaliser des conquêtes stratégiques. Craignant une rencontre, le roi castillan Alphonse X demande une paix, qui est finalement signée le 25 février 1278.

## Contexte
À l'approche de l'expiration de la trêve de deux ans signée avec le roi castillan Alphonse X, après une campagne plus ou moins victorieuse menée en 1275, le Abu Yusuf Yaqub appelle à nouveau à la guerre sainte chez toutes les tribus du Maroc en 1277. Rassemblée à Rabat, puis près de Tanger, l'armée mérinide traverse le détroit de Gibraltar et débarque à Tarifa le 3 juillet 1277.

## Déroulement

### Première expédition
L'armée mérinide envahit donc la Castille, et arrive aux portes de Séville le 13 août 1277, jour du Mawlid Nabawi. Sanche, fils et héritier présomptif du roi Alphonse X, s'occupe alors du royaume en l'absence de son père, occupée à combattre les Français au nord. Le prince Sanche alors présent dans la ville, hésite tout d'abord puis tente une sortie contre les troupes mérinides postées aux rives du Guadalquivir. La bataille tourne à la déroute pour les Castillans, les Mérinides leur infligent de sérieuses pertes, au point où la rivière du Guadalquivir s'est « couverte de leurs cadavres ». Les Marocains tuent, font de nombreux prisonniers, puis pillent et incendie la campagne autour de Séville durant toute la nuit.
Abu Yusuf Yaqub quitte alors les environs de Seville, continuant sa campagne de pillages puis s'empare de nombreuses forteresses. Fin août, il rentre à Algésiras avec un grand butin et de nombreux captifs.

### Deuxième expédition
Vers mi-septembre, les Mérinides relancent les hostilités et mènent une incursion sur Xérès, qu'ils assiègent. Ils dévastent la campagne autour de la ville, tandis que le prince Abu Yaqub Yusuf an-Nasr à la tête d'une troupe de cavalerie, razzie et ravage les places fortes de la vallée du Guadalquivir, dont notamment Rota. Le prince Abu Yaqub Yusuf an-Nasr atteint même la province de Séville, dont il ravage les campagnes. Les Mérinides regagnent alors Algésiras avec encore un important butin.

### Troisième expédition
Après le pillage des régions de Séville et Xérès, le sultan Abu Yusuf Yaqub appelle son allié Mohammed II al-Faqih, émir de Grenade, à le rejoindre pour mener une expédition contre la région de Cordoue. Celui-ci accepte, et les armées maroco-grenadines se rejoignent à Archidona. Les musulmans envahissent à nouveau le territoire chrétien, et s'emparent de la forteresse de Benamejí, passant au fil de l'épée tous ses défenseurs. La forteresse est détruise de fond en comble, et les femmes et enfants sont faits captifs. Les Musulmans continuent leur incursion ravageant tout sur leur passage, et atteigne Cordoue, d'où ils installent leur camp à proximité. 
Les musulmans restent trois jours sous les murs de Cordoue, ravageant toutes les campagnes autour de la ville. Ils s'emparent ensuite des forteresses d'Ezzahra, Berkouna et Arjona, qu'ils rasent complètement. Des détachements maures partent également razzier la région de Jaén. Craignant une confrontation directe et voyant son pays se faire ravager, le roi castillan Alphonse X demande la paix. Un traité de paix favorable aux musulmans est finalement le 25 février 1278.

## Sources

### Sources bibliographiques
1. 1 2  al-Nasiri 1934, p. 77
2. ↑  Khaneboubi 1987, p. 86
3. 1 2  al-Nasiri 1934, p. 78
4. ↑  Mercier 1888, p. 212.
5. 1 2  al-Nasiri 1934, p. 79
6. 1 2  al-Nasiri 1934, p. 80
7. ↑  Josserand 2017, p. 250
8. ↑  al-Nasiri 1934, p. 81

#### Francophone
- Ernest Mercier, Histoire de l'Afrique septentrionale (Berbérie) depuis les temps les plus reculés jusqu'à la conquête française (1830), Paris, Ernest Leroux, 1894, 477 p. (lire en ligne). .
- Ahmed ben Khâled Ennâsiri Esslâoui. (trad. de l'arabe par Ismaël Hamet), Kitâb Elistiqsâ li-Akhbâri doual Elmâgrib Elaqsâ [« Le livre de la recherche approfondie des événements des dynasties de l'extrême Magrib »], vol. XXXIII : Les Mérinides, Paris, Librairie Honoré Champion, coll. « Archives marocaines », 1934 (lire en ligne)
- Ahmed Khaneboubi, Les premiers sultans mérinides : 1269-1331 : histoire politique et sociale, L'Harmattan, 1987, 428 p. .
- Philippe Josserand, Église et pouvoir dans la péninsule Ibérique : Les ordres militaires dans le royaume de Castille (1252-1369), Casa de Velázquez, 2017, 912 p. .